# Kra (geologie)
Kra je v geologii těleso zemské kůry ohraničené dislokacemi. Může být různých rozměrů, od malých desek v rámci tzv. blokové stavby (= blok) až po globální tektonické kry.
Kry vznikají tektonickým a lokálním namáháním zemské kůry. Jednotlivé kry jsou charakterizovány relativně jednotnou litologií. Kry o velikosti kontinentu se nazývají mikrokontinenty. Protože namáhání má většinou souvislost s tektonickým pohybem desek, jsou pohyby mezi krami vesměs vodorovné, tedy rovnoběžné se zemskou kůrou. Na druhé straně mnohem dramatičtější dopady má vertikální pohyb ker. Georeliéf (hory, kopce, hřebeny, jezera, údolí apod.) se někdy tvoří, když dojde ve zlomu k velkému svislému posunu. V místech sousedství vyvýšených ker (horstev) a nižších ker (příkopové propadliny) se mohou tvořit vysoké srázy. Pohyb ker je často doprovázen jejich ukláněním, a to v důsledku stlačení nebo protažení kůry v daném místě.

Výsledkem tektonické napjatosti bývají kerná pohoří. Mohou být malá nebo tvořit rozsáhlé brázdy, jako je například Údolí smrti nebo Východoafrická příkopová propadlina.

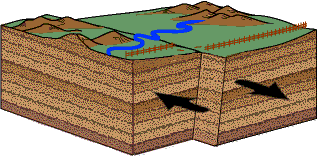
Vodorovný posun mezi krami
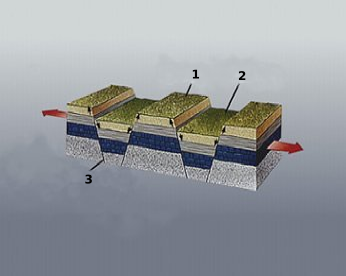
Svislé pohyby mezi krami (1 – hrásť; 2 – příkop; 3 – zlom)